# Акантостега
Акантостега (Acanthostega) — рід викопних тетраподів, що жили в пізньому девоні і є посередником між лопатеперими рибами і наземними тваринами. Одні з перших хордових, що розвинули кінцівки.

## Виявлення

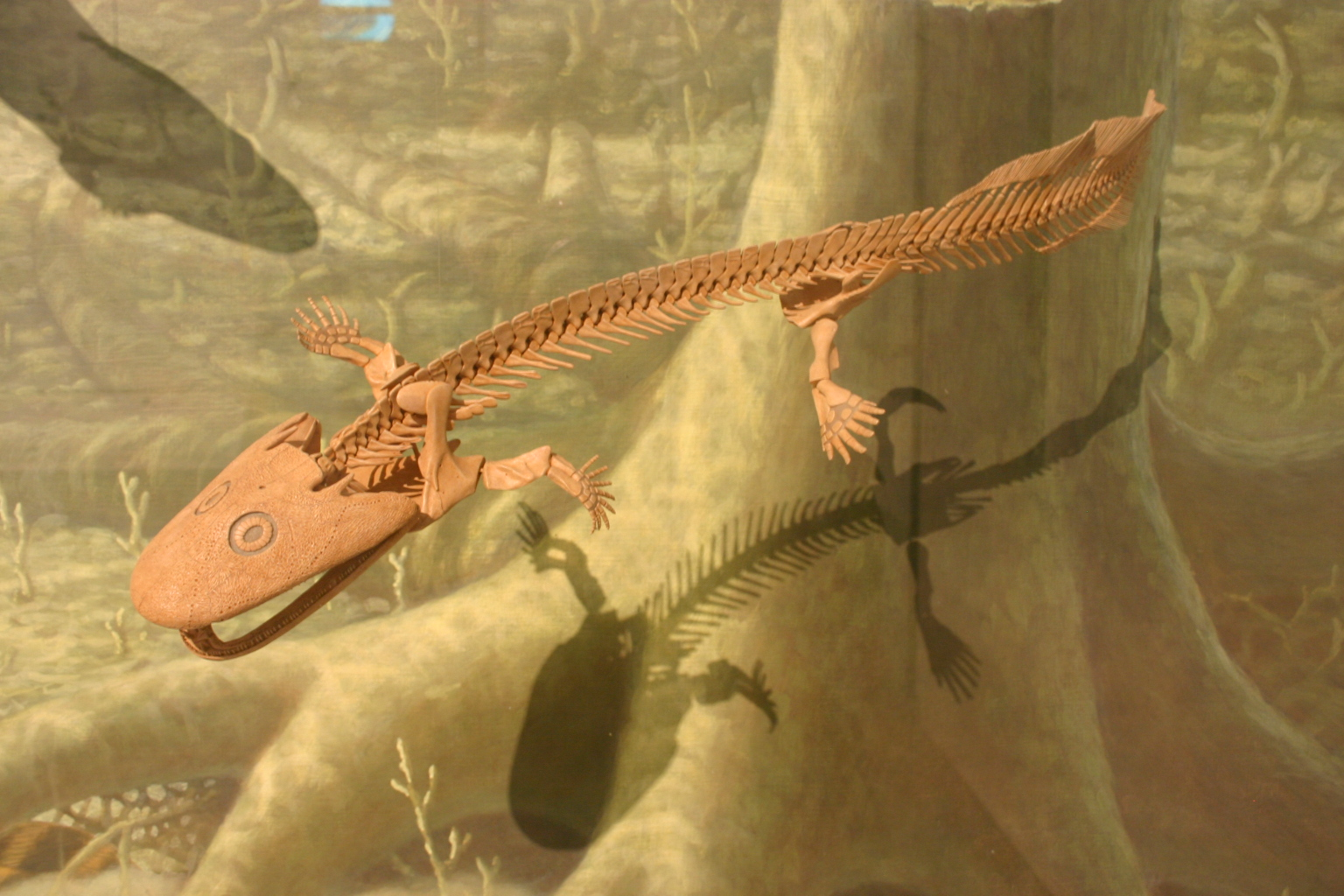
Реконструкція скелета акантостеги

Скам'янілий череп акантостеги (Acanthostega gunneri) був виявлений у східній Гренландії в 1933 р., проте описаний лише в 1952 р. Еріком Ярвіком. У 1987 р. Дженіфер Клак були виявлені нові фрагменти декількох особин. Кістки акантостеги були знайдені в стародавніх річкових відкладеннях, припускається, що саме в річках ці тварини й жили.

## Опис

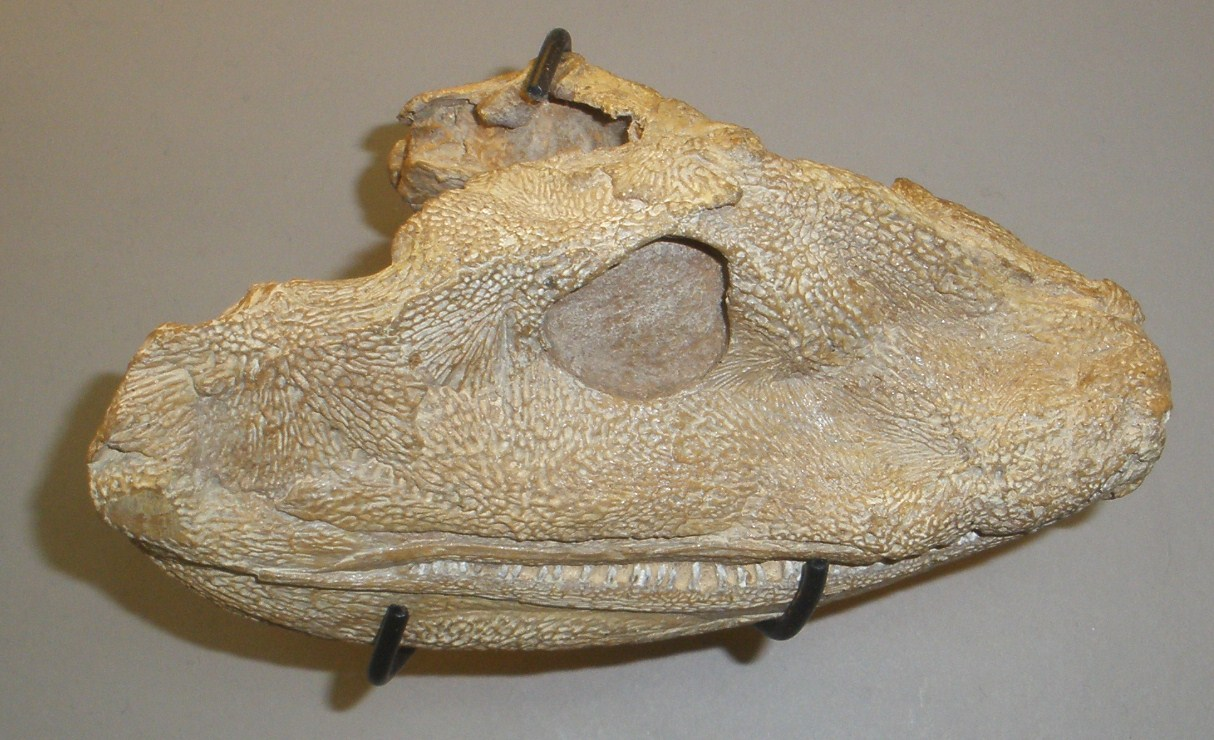
Череп Acanthostega gunnari.

Акантостега досягала довжини близько 60 см. Кінцівки не мали зап'ясть, що говорить про вкрай низьку пристосованість до пересування по суші, і на кожній з них налічувалося 8 пальців. Будова скелета вказує на наявність внутрішніх зябер. Слабкі кінцівки, які не змогли б витримати вагу тварини, і короткі ребра, на які вона також не могла спиратися, свідчать про її переважно водний спосіб життя.